# خويضريات
الخويضريات (الاسم العلمي:Chlorellales) هي رتبة من الطحالب الخضراء تتبع الطائفة الخيضورانية التربوكسية من شعيبة الخيضورات الأساسية.

## التصنيف
- رتبة الخويضريات
  - فصيلة الخويضرات
    - جنس الخويضرة الزائفة
      - نوع الخويضرة الزائفة البيجرينكية
      - نوع الخويضرة الزائفة الكيسلرية